# غيديون زيلاليم
غيديون زيلاليم (Gedion Zelalem) (26 يناير 1997 في برلين في ألمانيا – )؛ هو لاعب كرة قدم كان يلعب كلاعب وسط.

## وصلات خارجية
- غيديون زيلاليم على موقع الاتحاد الدولي (مؤرشف)  (الإنجليزية)
- غيديون زيلاليم على موقع الاتحاد الأوربي (الإنجليزية)
- غيديون زيلاليم على موقع الدوري الأمريكي (الإنجليزية)
- غيديون زيلاليم على موقع قاعدة بيانات كرة القدم.إي يو (الإنجليزية)
- غيديون زيلاليم على موقع بيانات كرة القدم. دي إي (الألمانية)
- غيديون زيلاليم على موقع Soccerbase.com (لاعب) (الإنجليزية)
- غيديون زيلاليم على موقع Soccerway.com (الإنجليزية)
- غيديون زيلاليم على موقع عالم كرة القدم.نت (الإنجليزية)
- غيديون زيلاليم على موقع AS.com (الإسبانية)